# Episodi di El Tigre
Vengono qui elencati gli episodi della serie animata El Tigre.

## Stagione 1
- Sole of a Hero
- Night of the Living Guacamole
- Enter the Cuervo
- Fistful of Collars
- Fool's Goal
- El Tigre, El Jefe
- Zebra Donkey
- Adios Amigos
- The Mother Of All Tigres
- Old Money
- The Late Manny Rivera
- Party Monsters
- Moustache Kid
- Puma Licito
- Miracle City Worker
- Dia De Los Malos
- Yellow Pantera
- Rising Son
- La Tigressa
- Curse of the Albino Burrito
- Ballad of Frida Suarez
- Fool Speed Ahead
- Miracle City Undercover
- The Bride of Puma Loco
- Clash of the Titan
- Eye Caramba!
- The Grave Escape
- Burrito's Little Helper
- Crouching Tigre, Hidden Dragon
- The Cactus Kid
- A Mother's Glove
- The Good, The Bad, And The Tigre
- A Fistful of Nickels
- Animales
- Tigre + Cuervo Forever
- The Thing That Ate Frida's Brain
- Stinking Badges
- Mech Daddy
- The Return of Plata Peligrosa
- Chupacabros
- Love and War
- Wrong and Dance
- Oso Sole Mio
- Silver Wolf
- The Cuervo Project
- The Golden Eagle Twins
- Dia De Los Padres.
- Moustashe Love
- Back to Escuela
- No Boots, No Belt, No Brero.